# Friedrich von Postels
Friedrich August Friedrichowitsch von Postels (russisch Фридрих Август Фридрихович фон Постельс; * 5. Apriljul. / 17. April 1873greg. in St. Petersburg; † 5. Mai 1960 in New York) war ein russisch-US-amerikanischer Architekt und Grafiker, der ab 1920 in den USA lebte und sich dort Theodore A. de Postels nannte.

## Leben
Postels Eltern waren der lutherische Gymnasiallehrer und -inspektor Friedrich Christian Alexander Postels, der 1874 Direktor des St. Petersburger Forsttechnik-Instituts wurde mit Ernennung zum Wirklichen Staatsrat (4. Rangklasse) 1877, und seine Frau Anna Sofia Wilhelmina geborene Iversen. Postels Großvater war der deutschbaltische Naturforscher Alexander Postels.
Postels besuchte 1883–1893 das Privatgymnasium von Karl Iwanowitsch May (1820–1895) in St. Petersburg. Anschließend studierte er an der Kaiserlichen Akademie der Künste bei Leonti Nikolajewitsch Benois. Nach dem Abschluss des Studiums 1900 war er Architekt der Gesellschaft zur Förderung der Trabrennpferdezucht, des Rats der Kinderheime, der Fabrik K. P. Morgan und der Kühlanlagen-Gesellschaft Union. Er führte etwa 100 Bauprojekte in St. Petersburg, Moskau und anderen Städten durch. Auch projektierte er Innenräume und insbesondere Kamine. Ein Kamin wurde 2001 im Vestibül des Unteren Badepavillons im Katharinenpark in Zarskoje Selo aufgestellt. Ein monochromer Kachelofen steht im früheren Kaplanhaus in Porvoo, und ein Jugendstil-Kachelofen steht im Haus des Emirs von Buchara in St. Petersburg. Sie alle wurden nach Plänen Postels aus dem Jahr 1913 in der Rakkolaniokski-Töpfereifabrik in St. Petersburg hergestellt.

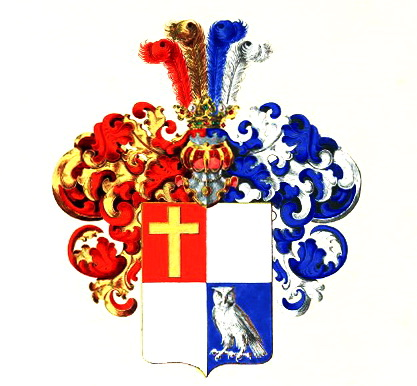
Postels Wappen

1912 wurde Postels, der inzwischen zum Kollegienassessor (8. Rangklasse) ernannt worden war, durch Beschluss des Regierenden Senats zusammen mit seiner Frau Melania Helene Wilhelmina Iossifowna geborene Tromberg und ihren Kindern Helene Magdalena, Herbert Oskar Alexander, Robert Nikolai Hans und Leopold Georg Sydney Friedrich in den erblichen Adelsstand aufgenommen, worauf Postels seinem Namen das Von hinzufügte.
Nach der Oktoberrevolution verließ die Familie Postels Petrograd. Postels begab sich auf die Krim, um als Architekt zu arbeiten. Mit anderen gründete er eine Gesellschaft zur Erschließung der Möglichkeiten für den Bau von Sanatorien und kulturellen Einrichtungen auf der Krim und im Kaukasus. Infolge des Russischen Bürgerkrieges reiste er in die Schweiz zu seiner Schwester Magdalena, bei der sich bereits seine Frau und seine Kinder befanden. Bald emigrierte die ganze Familie in die USA.
Ab 1920 lebte Postels in New York, wo er als Künstler und Illustrator für Bauprojekte im Atelier G. Chandlers arbeitete. Auch illustrierte er künstlerische Literatur für New Yorker und Pariser Verlage und beteiligte sich an Ausstellungen in New York. 1923 gründete er das Studio of Theodore A. de Postels für künstlerische Illustrationen. Beim Studio gab es ein Archiv, eine Bibliothek und einen öffentlichen Lesesaal. Dort arbeitete er erfolgreich bis zur Weltwirtschaftskrise.
Ab 1931 lehrte Postels Kunst- und Architekturzeichnen und arbeitete als Zeichner und Architekturberater in öffentlichen Einrichtungen New Yorks. Er war Mitglied der Vereinigung Russischer Architekten in Prag und stellte 1936 für das Museum für Russische Kulturgeschichte in Zbraslav das Blaue Album mit einigen seiner Werke zusammen. Pestels Arbeiten wurden 1938 von der Architectural League of New York ausgestellt. Er war Mitglied des American Institute of Architects.
Nach dem Zweiten Weltkrieg eröffnete Postels 1945 wieder sein Studio und arbeitete dort bis 1954. Er war Ehrenmitglied des Vorstandes der 1946 von Dmitri Pawlowitsch Rjabuschinski in Paris gegründeten Gesellschaft zur Bewahrung der Russischen Kulturschätze im Ausland und ihr USA-Vertreter, für die er Ende der 1940er Jahre das Grüne Album zusammenstellte. Das Weiße Album befindet sich im Museumsarchiv der Russischen Kultur im Russischen Zentrum in San Francisco. Für Instrumente zum perspektivischen Zeichnen erhielt er zwei Patente. Viele Jahre leitete er die II. Abteilung der Union zur Pflege des Gedenkens an Nikolaus II.
Postels Sohn Robert (1909–1964) machte sich in den USA einen Namen als Maler.

## Werke

Gebäude der Sereptaer Herrnhuter Brüdergemeine (1903), Uliza Jakubowitscha 24, St. Petersburg
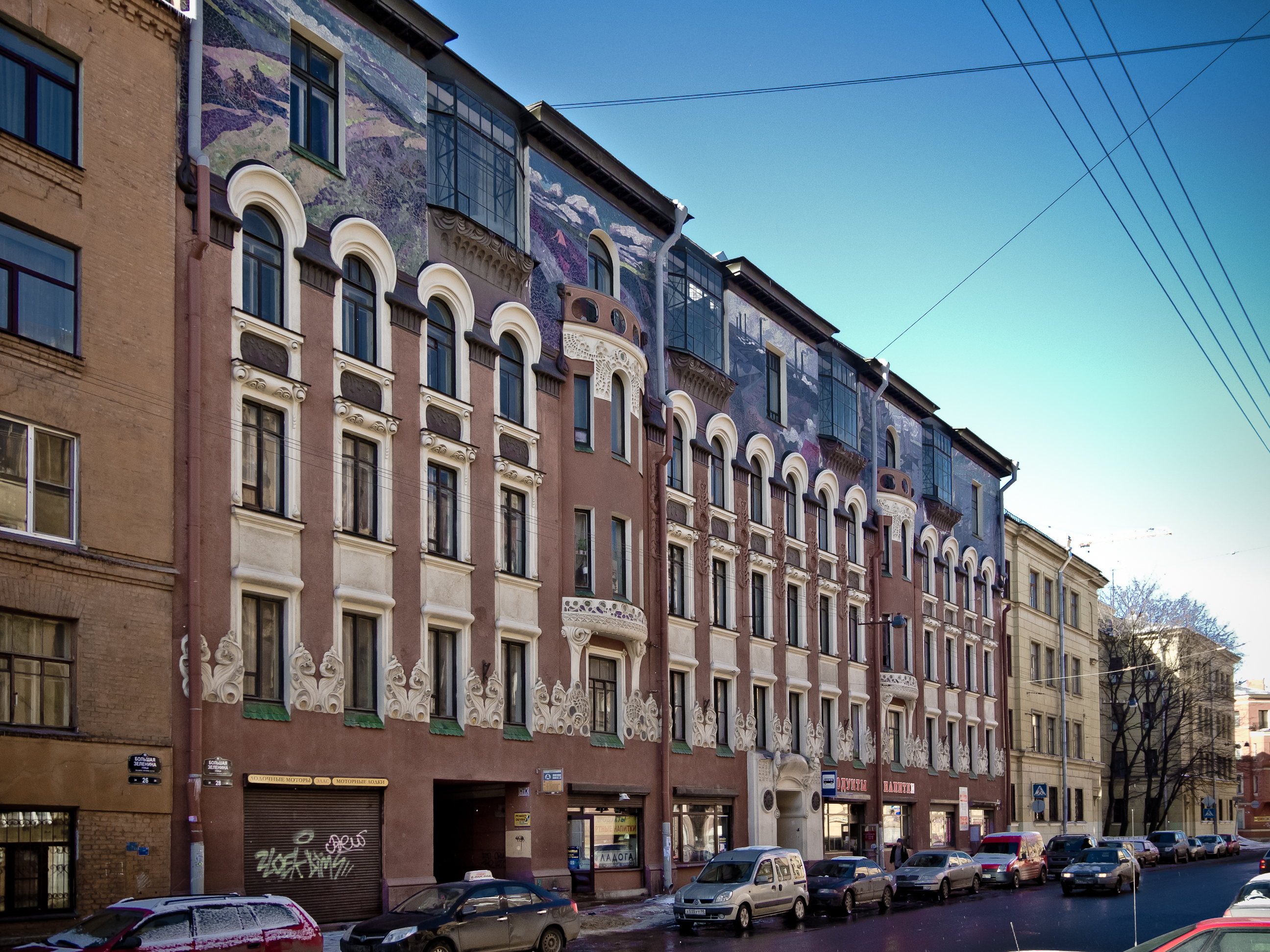
Mietshaus des Herzogs Leuchtenberg (1904–1905, Mosaikfries von W. A. Frolow nach Entwurf von S. T. Schelkow), Bolschaja Selenina Uliza 28, St. Petersburg
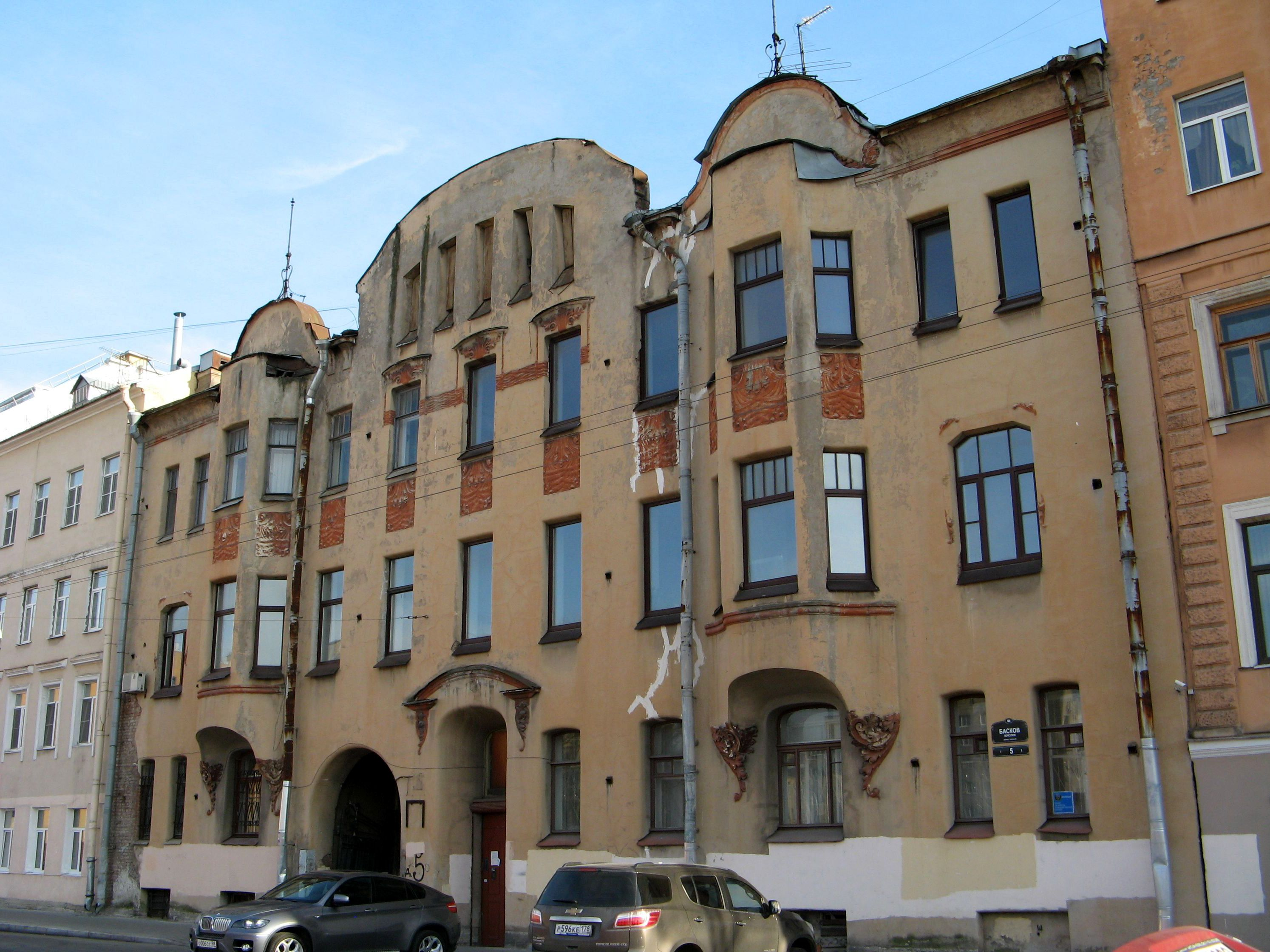
A.-I.-Jeroschenko-Mietshaus (1905), Basskow Pereulok 5, St. Petersburg
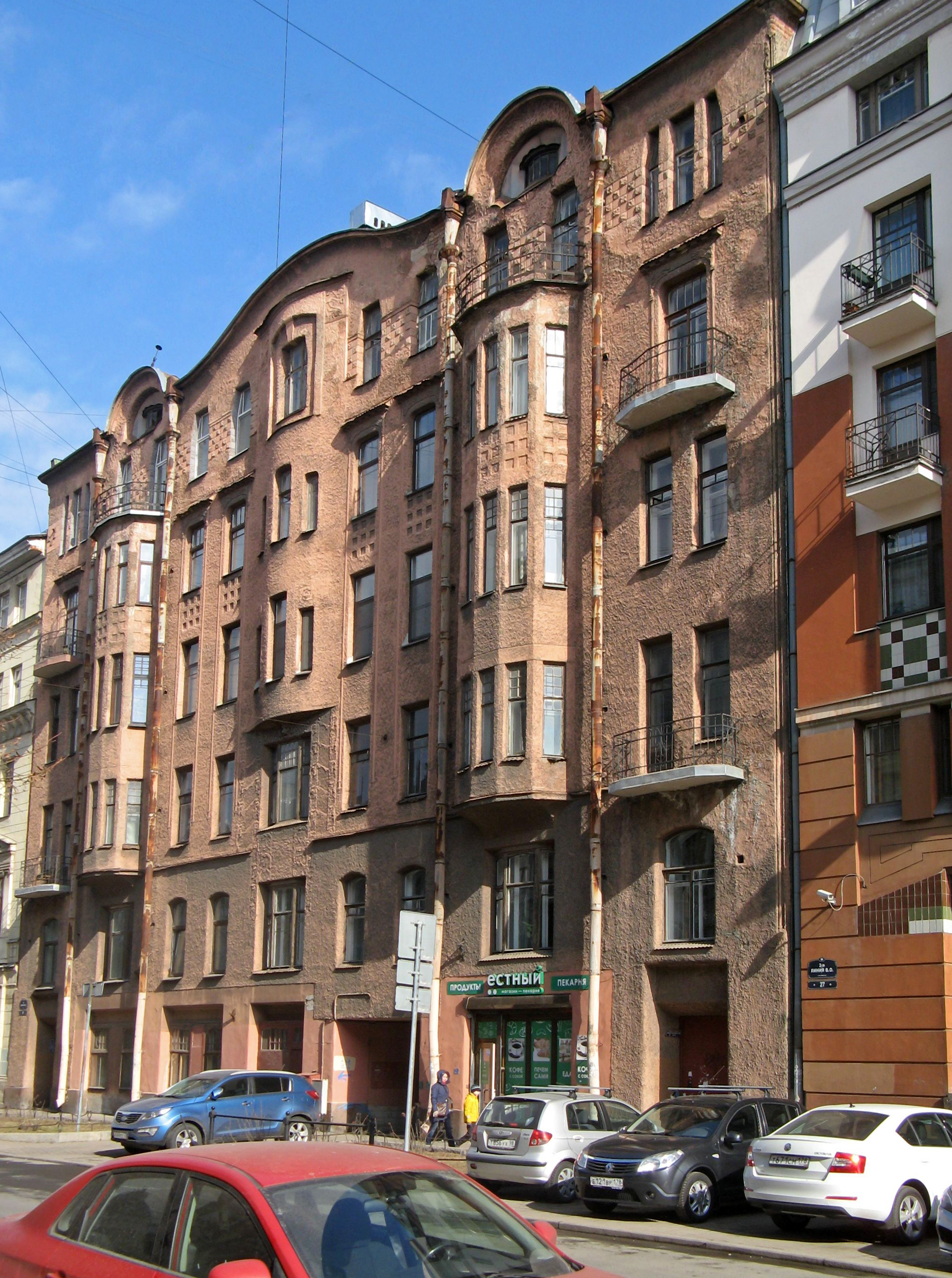
Mietshaus I. F. Smirnows bzw. A. P. Kisseljows (1906–1907), 2. Linie der Wassiljewski-Insel 29, St. Petersburg
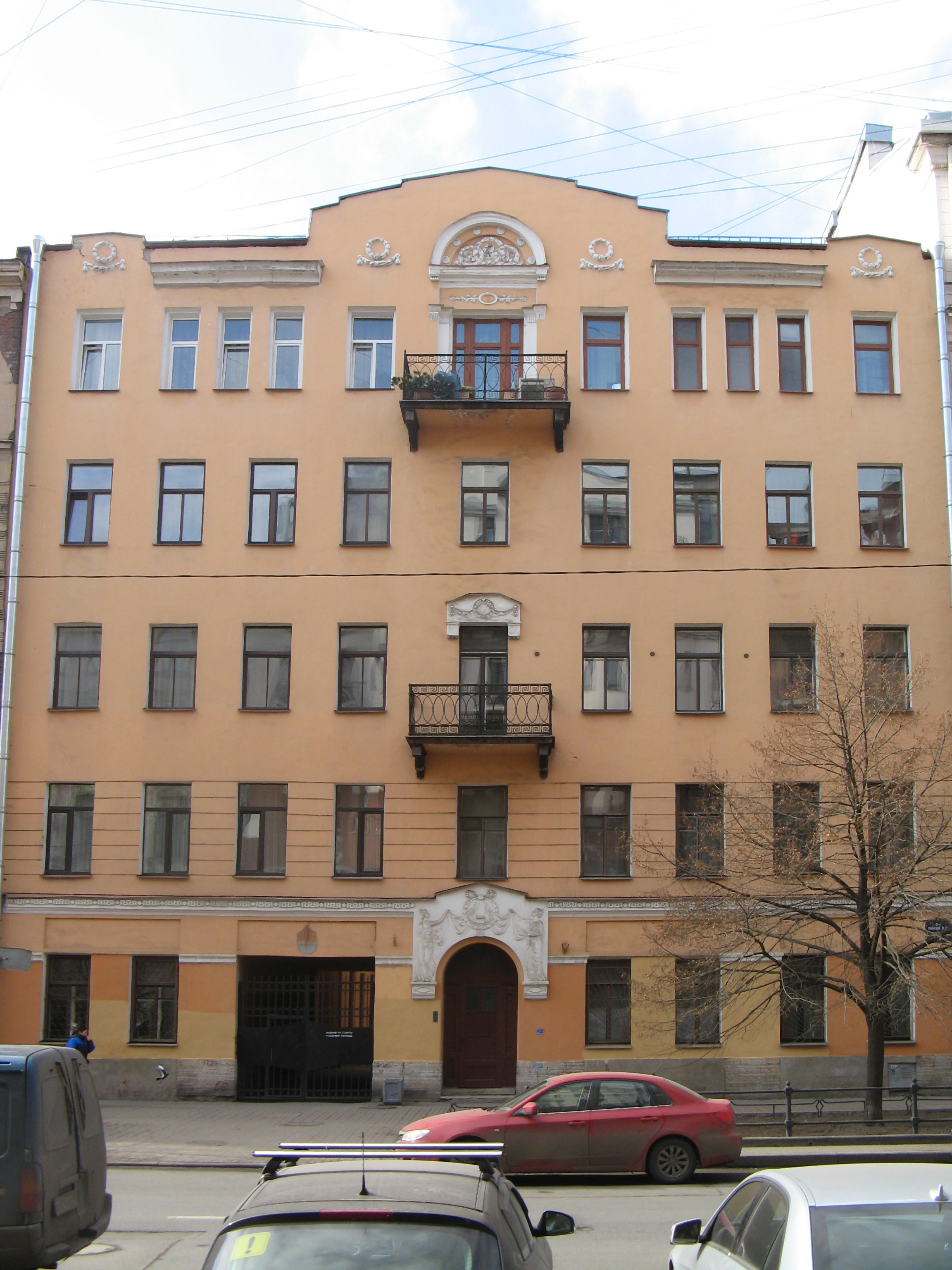
Mietshaus A. A. Kurbatows (1907), 3. Linie der Wassiljewski-Insel 18, St. Petersburg
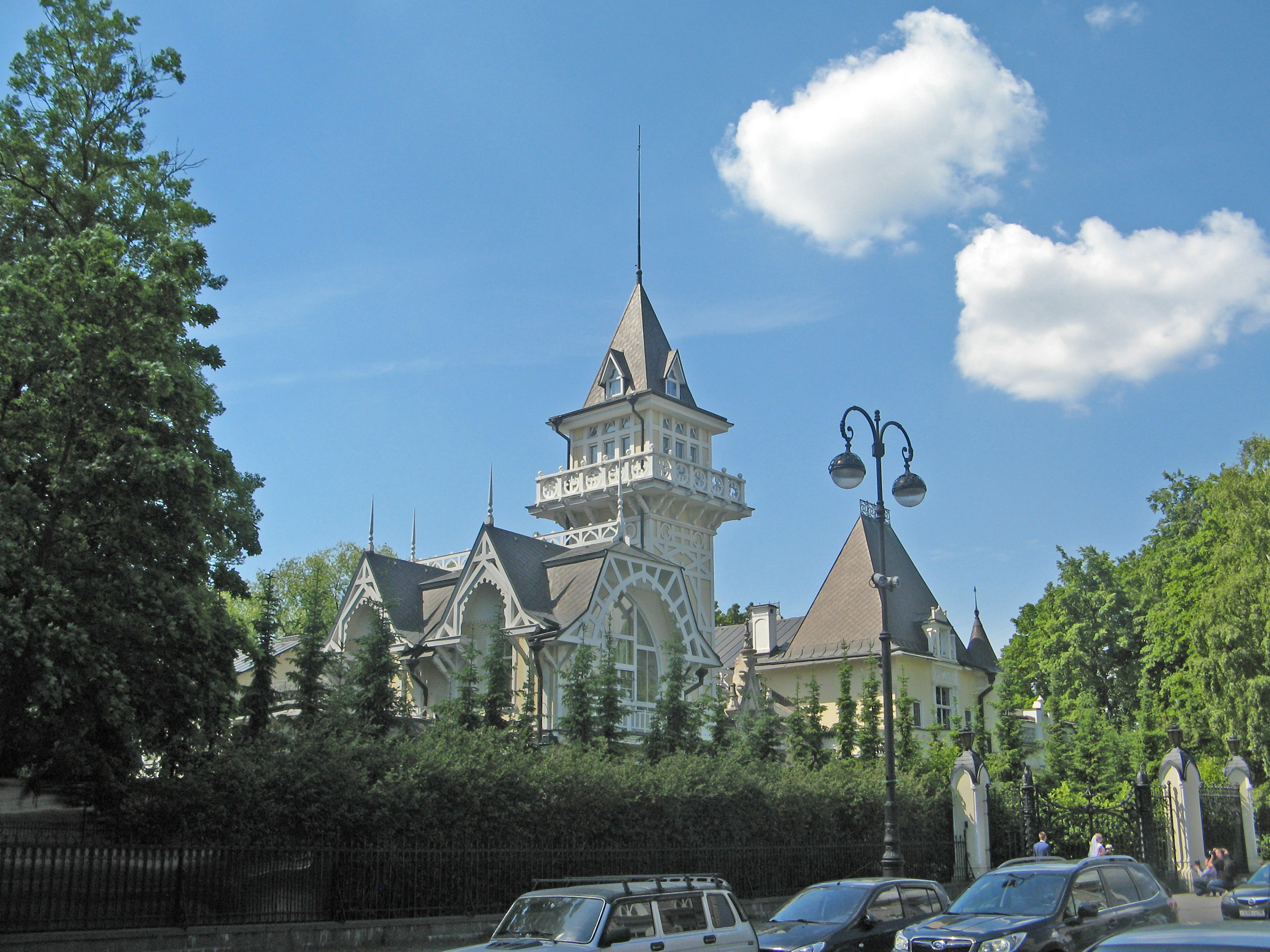
L. Cinisellis Datsche (1909, 1978 abgerissen, 2007 wiederaufgebaut) auf dem Gelände des Landguts der Gräfin Kleinmichel, Nabereschnaja Reki Krestowki 8–12, St. Petersburg
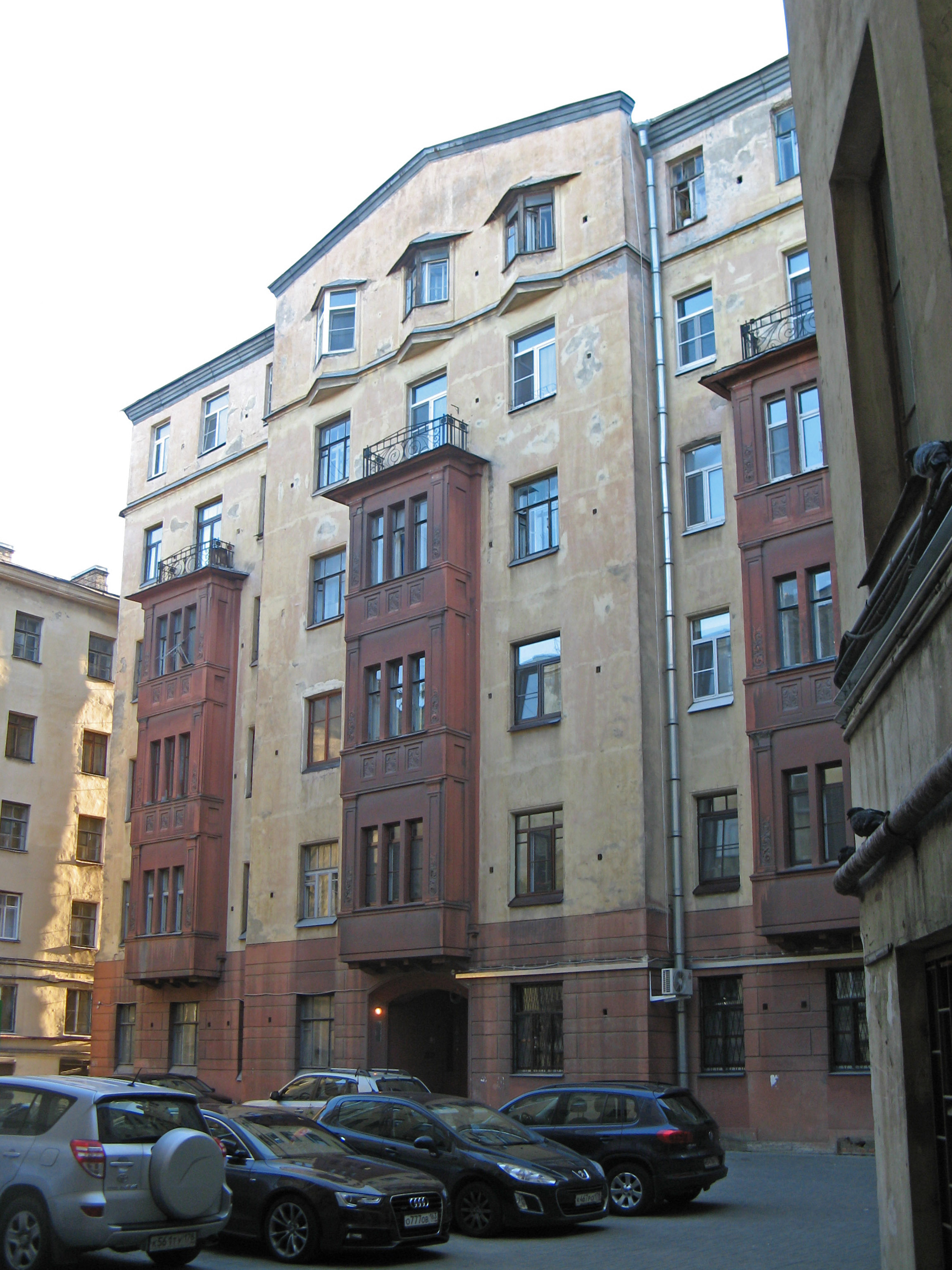
Mietshaus mit Hinterhaus (1911–1915), Uliza Tschechowa 4, St. Petersburg